# Aristippe le Jeune
Pour les articles homonymes, voir Aristippe.
Aristippe le Jeune ou le Métrodidacte (en grec ancien Ἀρίστιππος / Aristippos), né vers 380 et mort vers 300 av. J.-C., est un philosophe grec de l'école cyrénaïque.

## Biographie
Aristippe le Jeune, né à Cyrène vers -380, était le petit-fils du philosophe Aristippe de Cyrène. Cyrène était une colonie grecque sur la côte septentrionale de l’Afrique, pays riche pour l’élevage des chevaux et point d’arrivée des caravanes d’Afrique amenant le sel et l’ivoire.
Il fut éduqué par sa mère, la philosophe Arété de Cyrène, qui brilla à la cour syracusaine - d’où son surnom : μητροδίδακτος.
Il est connu pour avoir fondé véritablement l’école cyrénaïque ou hédonistique, en affinant la doctrine de son grand-père.
Il mourut vers 300 av. J.-C.

## Philosophie
Si la nature nous avertit du bien par le plaisir et du mal par la souffrance (doctrine d’Aristippe de Cyrène), le plaisir étant le critère suffisant de la moralité, Aristippe le Jeune précise tout de même qu’on ne peut se livrer au plaisir que dans la mesure où l’on en demeure maître. Il faut donc distinguer le plaisir du repos, pure réceptivité et sensation, sans valeur, et le plaisir de l’action, tension en avant, seul souverain bien.
« Ce fut lui qui précisa le but de vivre dans les délices, y plaçant la volupté qui résulte du mouvement. Il y a, disait-il, trois catastases (situations) qui partagent notre constitution ; l'une, suivant laquelle nous ressentons de la douleur, semblable à la tempête qui agite la mer ; l'autre, d'après laquelle nous éprouvons de la volupté, ils la comparent à une légère agitation des flots ; car la volupté est une douce agitation, procurée par un vent favorable. La troisième est la catastase intermédiaire, d'où il ne résulte ni douleur, ni volupté : elle est pareille au calme. C'est ainsi qu'il soutenait cette thèse, que nous n'avons de sensations que par les impressions, soit pénibles, soit agréables. »

## Entourage
Furent de son entourage immédiat les autres cyrénaïques de sa génération : Épiménide de Cyrène, Parébate et Annicéris, qui délivra Platon.
Un de ses disciples fut Théodore l'Athée, dit aussi par ironie le Divin ; un lointain disciple fut Hégésias de Cyrène, né vers l'an 300 av. J.-C., qui reçut le surnom de Πεισιθάνατος (« le Pisithanate » : celui qui pousse à la mort), soutint quant à lui qu'il n'y a pas de bonheur possible et que la mort est préférable à la vie (sauf pour le sage à qui toutes deux sont indifférentes) : ainsi, il conseillait de se donner la mort, ce qui entraîna de nombreux suicides, provoquant l’interdiction de ses livres, son exil par le roi Ptolémée Ier et la fermeture de l’école des hégésiaques.